# Carlos Gracia
Carlos Moros Gracia, född 15 april 1993, är en spansk fotbollsspelare som spelar för cypriotiska Omonia 29M.

## Karriär
Gracia spelade 37 matcher och gjorde fyra mål för amerikanska collegelaget Temple Owls.
Den 30 mars 2017 värvades Gracia av GIF Sundsvall, där han skrev på ett treårskontrakt. Den 15 juli 2017 gjorde Gracia allsvensk debut i en 1–0-vinst över Halmstads BK, där han blev inbytt i den 89:e minuten mot Smajl Suljevic. Totalt spelade Gracia 12 ligamatcher och gjorde ett mål säsongen 2017. Målet gjorde han den 29 oktober 2017 i en 4–1-förlust mot Hammarby IF. Under säsongen spelade Gracia även en match i Svenska cupen mot Torstorps IF (3–0-vinst), där han också gjorde ett mål. Efter säsongen 2019 lämnade Gracia klubben.
Den 19 december 2019 värvades Gracia av polska ŁKS Łódź, där han skrev på ett 2,5-årskontrakt med option på ytterligare ett år. I juli 2021 värvades Gracia av Mjällby AIF, där han skrev på ett kontrakt över 2021 med option på ytterligare ett år. Efter säsongen 2022 lämnade Gracia Mjällby.
Den 18 november 2022 värvades Gracia av Djurgårdens IF, där han skrev på ett treårskontrakt.
Under säsongen 2023 blev det skralt med speltid i Djurgården och den 24 januari 2024 skrev han på för finländska HJK Helsingfors.  
I augusti 2024 värvades Gracia av Degerfors IF, där han skrev på ett kontrakt över resten av säsongen. I januari 2025 värvades Gracia av cypriotiska Omonia 29M.

## Statistik
| Klubb              | Säsong             | Liga               | Liga | Liga | Liga | Nationell cup | Nationell cup | Europaspel | Europaspel | Totalt | Totalt |
| Klubb              | Säsong             | Division           | Ma   | Mål  | Ass  | Ma            | Mål           | Ma         | Mål        | Ma     | Mål    |
| ------------------ | ------------------ | ------------------ | ---- | ---- | ---- | ------------- | ------------- | ---------- | ---------- | ------ | ------ |
| Atlético Saguntino | 2012/2013          | Tercera División   | 1    | 0    | 0    | ?             | ?             | -          | -          | 1      | 0      |
| Atlético Saguntino | 2013/2014          | Tercera División   | 36   | 0    | 0    | ?             | ?             | -          | -          | 36     | 0      |
| Atlético Saguntino | 2014/2015          | Tercera División   | 36   | 0    | 0    | ?             | ?             | -          | -          | 36     | 0      |
| Atlético Saguntino | Totalt             | Totalt             | 73   | 0    | 0    | ?             | ?             | -          | -          | 73     | 0      |
| Temple Owls        | 2015               | NCAA               | 19   | 3    | 1    | ?             | ?             | -          | -          | 19     | 3      |
| Temple Owls        | 2016               | NCAA               | 18   | 1    | 1    | ?             | ?             | -          | -          | 18     | 1      |
| Temple Owls        | Totalt             | Totalt             | 37   | 4    | 2    | ?             | ?             | -          | -          | 37     | 4      |
| GIF Sundsvall      | 2017               | Allsvenskan        | 12   | 1    | 0    | 1             | 1             | -          | -          | 13     | 2      |
| GIF Sundsvall      | 2018               | Allsvenskan        | 29   | 1    | 2    | 4             | 0             | -          | -          | 33     | 1      |
| GIF Sundsvall      | 2019               | Allsvenskan        | 28   | 2    | 2    | 0             | 0             | -          | -          | 28     | 2      |
| GIF Sundsvall      | Totalt             | Totalt             | 69   | 4    | 4    | 5             | 1             | -          | -          | 74     | 5      |
| ŁKS Łódź           | 2019/2020          | Ekstraklasa        | 16   | 2    | 1    | 0             | 0             | -          | -          | 16     | 2      |
| ŁKS Łódź           | 2020/2021          | 1. liga            | 20   | 1    | 1    | 1             | 0             | -          | -          | 21     | 1      |
| ŁKS Łódź           | Totalt             | Totalt             | 36   | 3    | 2    | 1             | 0             | -          | -          | 37     | 3      |
| Mjällby AIF        | 2021               | Allsvenskan        | 17   | 1    | 0    | 1             | 0             | -          | -          | 18     | 1      |
| Mjällby AIF        | 2022               | Allsvenskan        | 28   | 4    | 0    | 3             | 2             | -          | -          | 31     | 6      |
| Mjällby AIF        | Totalt             | Totalt             | 45   | 5    | 0    | 4             | 2             | -          | -          | 49     | 7      |
| Djurgårdens IF     | 2023               | Allsvenskan        | 8    | 0    | 0    | 3             | 0             | 2          | 0          | 13     | 0      |
| Djurgårdens IF     | Totalt             | Totalt             | 8    | 0    | 0    | 3             | 0             | 2          | 0          | 13     | 0      |
| HJK Helsingfors    | 2024               | Tipsligan          | 0    | 0    | 0    | 0             | 0             | 0          | 0          | 0      | 0      |
| HJK Helsingfors    | Totalt             | Totalt             | 0    | 0    | 0    | 0             | 0             | 0          | 0          | 0      | 0      |
| Totalt i karriären | Totalt i karriären | Totalt i karriären | 268  | 16   | 8    | 13            | 3             | 2          | 0          | 283    | 19     |